# Suçães
Sucçães is een plaats (freguesia) in de Portugese gemeente Mirandela en telt 770 inwoners (2001).